# میگوی امپراتور
میگوی امپراتور (نام علمی: Periclimenes imperator) نام یک گونه از فروراسته کاریدی است.